# Apa ég!
Az Apa ég! (eredeti cím: That's My Boy) 2012-ben bemutatott amerikai filmvígjáték Adam Sandler főszereplésével.
Az Amerikai Egyesült Államokban 2012. június 15-én, Magyarországon augusztus 2-án volt a premierje.

## Cselekmény
Donny Berger kamaszkorában viharos kalandba keveredik szexi tanárnőjével, Mary McGarricle-lel (Eva Amurri Murtino), ám a kapcsolatuk rövidesen lelepleződik és mint kiderül terhességet eredményez. A bíróság teljes jogú büntetést szab ki: 30 évnyi börtönre ítélik Mrs. McGarricle-t, a megszületendő gyermeket pedig Donny gyámsága alá helyezik, aki hamarosan 
népszerűvé és közkedvelté válik az emberek között.
30 évvel később Donny (Adam Sandler) egy alkoholista naplopó, aki rég elherdálta minden pénzét, valamint már rég nem tartja a kapcsolatot a 18 éves kora óta nem látott fiával, akit Han Solo Bergernek nevezett el. Donny fia (Andy Samberg) időközben sikeres üzletember lett, nevét Todd Petersonra változtatta, és mindenkinek azt mondja, hogy gyerekkorában vesztette el a szüleit egy robbanáskor, hogy senki se tudja meg a valódi kilétét. Todd éppen házasodni készül, egy jómódú családból származó lányt, Jamie-t (Leighton Meester) fog feleségül venni, így az esküvő előtt a jövendőbeli családtagok eltöltenek egy hétvégét Todd milliárdos főnökének a házában. Közben Donny rájön, hogy 43 ezer dolláros adósságot halmozott fel és ha a hétvégéig nem fizeti ki a pénzt, lesittelik.  Az esküvő előtti hétvégén beköltözik a fiatalokhoz, és nekilát bepótolni az elmulasztott éveket, mellyel felforgatja az esküvőt és Todd életét.

## Szereplők
| Szereplő                        | Színész                  | Magyar hang                  | Magyar hang       |
| Szereplő                        | Színész                  | 1. változat (Intercom, 2012) | 2. változat (SPI) |
| ------------------------------- | ------------------------ | ---------------------------- | ----------------- |
| Donny Berger                    | Adam Sandler             | Csőre Gábor                  | Dányi Krisztián   |
| Donny Berger                    | Justin Weaver (fiatalon) | Ducsai Ábel                  | N/A               |
| Mary McGarricle                 | Susan Sarandon           | Vándor Éva                   | N/A               |
| Mary McGarricle                 | Eva Amurri (fiatalon)    | Major Melinda                | Szabó Zselyke     |
| Han Solo Berger / Todd Peterson | Andy Samberg             | Kovács Lehel                 | Ágoston Péter     |
| Jamie                           | Leighton Meester         | Csuha Borbála                | Sallai Nóra       |
| McNally atya                    | James Caan               | Ujréti László                | Rosta Sándor      |
| Chad                            | Milo Ventimiglia         | Ötvös András                 | Kisfalusi Lehel   |
| Vanilla Ice                     | Vanilla Ice              | Anger Zsolt                  | Juhász Zoltán     |
| Gerald                          | Blake Clark              | Papp János                   | Bácskai János     |

## Díjak és jelentősebb jelölések
- Arany Málna díj[3][4]
  - jelölés: a legrosszabb film
  - díj: legrosszabb férfi főszereplő – Adam Sandler
  - jelölés: legrosszabb férfi mellékszereplő – Nick Swardson, Vanilla Ice
  - jelölés: a legrosszabb rendező – Sean Anders
  - díj: a legrosszabb forgatókönyv
  - jelölés: a legrosszabb filmes páros – Adam Sandler és Leighton Meester, Andy Samberg, vagy Susan Sarandon
  - jelölés: a legrosszabb szereplőgárda